# Homalometa nigritarsis
Homalometa nigritarsis là một loài nhện trong họ Tetragnathidae.
Loài này thuộc chi Homalometa. Homalometa nigritarsis được Eugène Simon miêu tả năm 1897.